# کوئینسی واتس
کوئنسی واتس (انگلیسی: Quincy Watts؛ زادهٔ ۱۹ ژوئن ۱۹۷۰) یک ورزشکار اهل ایالات متحده آمریکا است.